# 加喜特王朝
加喜特王朝（𒁄 𒁉𒋗；前15世纪-前1155年），亦称喀西特王朝、巴比伦第三王朝，是巴比伦自波斯征服之前持续时间最长的王朝。在这个王朝的鼎盛时期，巴比伦在西南亚的政治、科技和商业生活的广泛接触中发挥了关键作用。巴比伦有大量关于这个时期的考古和文献资料，特别是前14-前13世纪的资料；但尚未进行系统研究，尤其是对大量档案的研究，因此我们对这个时期的历史知识了解仍然不够全面。
根据巴比伦王表A的传统，加喜特王朝由36位国王组成，统治时间为「576年零9个月」（这个数据一定夸大了）。该王朝的大多数君主都是加喜特人，并且拥有加喜特人的名字；他们中的许多人属于一个家族，该家族在位长达几个世纪；偶尔会有篡位者打断这一顺序，例如前14世纪的那兹·布噶什和前13世纪的恩利尔·那丁·舒米、卡达什曼·哈尔帕二世和阿达德-舒马-伊丁那。从库杜尔·恩利尔开始，巴比伦式的人名出现在国王列表之中，尽管他们仍然是加喜特人。

## 历史
该王朝的记载从甘达什（他可能是萨姆苏伊鲁纳的同时代人）开始，他应该并没有统治过巴比伦，直到公元前1595年左右古巴比伦帝国覆灭后，巴比伦才渐渐被加喜特人控制。
第一位被公认为巴比伦尼亚之王（或至少是其北部之王）的是第十位君主布尔那布里亚什一世，尽管后来有一篇据称以其父亲阿古姆二世名义撰写的文本副本，认为后者在萨姆苏·地塔那统治后不久就占领了巴比伦。海国第一王朝也与早期的加喜特王朝同时统治，可能重叠了两个半世纪之久；但在前15世纪初，最後一位海国王朝统治者埃阿·伽米勒逃亡埃兰时，加喜特王朝确定地统一了巴比伦尼亚的南部和北部。
接下来，加喜特王朝很快从默默无闻的开端发展成为西南亚的主要强国之一。加喜特君主与亚述、埃及、赫梯、埃兰等近东各国都建立了外交、军事和商业联系。巴比伦作为国际贸易中心而繁荣发展；该国的经济实行金本位制，至少一直持续到阿达德·舒玛·伊迪纳统治时期。主要城市在此时都进行了大规模的建筑计划，此时还在北方战略要地兴建了杜尔·库瑞噶尔祖作为第二首都；巴比伦语也成为近东大国（包括埃及）之间通信使用的外交语言。
加喜特王朝与埃及、亚述的宫廷之间以外交婚姻的形式安排了家族联盟。但在前1335年库瑞噶尔祖二世继位后，加喜特王朝与亚述开启了漫长的军事对抗，巴比伦军队屡屡入侵北方属于亚述的土地，亚述的军队也会侵入巴比伦领土。在这些攻击中，最严重的是图库尔蒂-尼努尔塔一世征服并随后统治巴比伦尼亚（前1225-前1216年），这导致了加喜特王朝的第一次覆灭。
亚述此时无力在巴比伦维持稳定，因此加喜特王朝不久就恢复了在南方的统治。但此时埃兰的舒特鲁克·那宏特一世又成为巴比伦的新威胁。前12世纪早期，埃兰入侵巴比伦，在前1155年消灭了最後一个抵抗者，加喜特王朝第二次覆灭。

## 统治
加喜特人在入主两河流域后，将侵占的土地分配给本族的朝臣、贵族和官吏，形成大地产私有主。这一时期的重要遗物“界碑”，实际是国王所授地产的凭证。史称此时为界碑时代，即得名于此。界碑的右面或上部刻神像或神的象征，如以圆盘象征太阳神沙马什，以月牙象征月神辛，以锄头象征马尔杜克等；左面或下部的铭文多为王授土地情况。固有观念往往认为此时是巴比伦的「封建社会」，但新观点已经普遍不支持此理论，因为此类土地并不能擅自出售转让。
其政治体制基本上是贵族政治，后期贵族势力日趋强大，王权削弱。在地方行政上，加喜特人将国家分为多个省份（pīḫatu），以「地区总督」（šakin mātim）或「命令总督」（šakin ṭēmim）统治，在以部落为建制的地区也派遣部落首领（bēl bītim）统治。
加喜特人恢复了两河流域的秩序、和平和统一，特别是在其统治的中后期，社会经济有所发展，巴比伦、尼普尔、西帕尔等城市经济相当繁荣。人们在两河流域推广用于牵引的马和战车，并在建筑物上以砖刻浮雕代替石雕。这一风格为以后的新巴比伦王国和阿契美尼德王朝所继承。

## 艺术
在研究加喜特人历史时，最困难的问题之一是评估加喜特王朝时期他们在巴比伦尼亚的作用。尽管此时都是由加喜特家族统治该国，但加喜特统治阶层官员或巴比伦尼亚境内加喜特人人口比例过大的情况并不存在。加喜特国王似乎在宗教问题上遵循了更古老的美索不达米亚传统。苏美尔语是大多数皇家建筑铭文的语言；阿卡德语继续作为信件、账目和法律文件的语言。在对巴比伦尼亚当时的社会和民族模式进行更实质性的研究之前，评估加喜特人对当代巴比伦尼亚的影响（除了在政治领域的最高层）往往很困难。与此同时，人们必须特别注意加喜特人作为一个民族的历史与加喜特统治家族统治下的巴比伦历史之间的区别。
加喜特人全面接受两河流域固有的文化、宗教和阿卡德语言文字，迅速塞姆化。其国王重建和修饰尼普尔、拉尔萨、乌尔、乌鲁克等地的神庙。